# Lenrie Peters
Lenrie Leopold Wilfred Peters (1 de septiembre de 1932 - 28 de mayo de 2009) fue un cirujano, novelista y poeta gambiano.

## Historia
Peters nació en Bathurst (hoy Banjul) hijo de Lenrie Ernest Ingram Peters y Kezia Rosemary. Lenrie hijo creció en Bathurst y luego se mudó a Sierra Leona en 1949, donde asistió a la Prince of Wales School, Freetown, obteniendo su certificado de estudios (Higher School Certificate) en ciencias. En 1952 fue a Trinity College, Cambridge a estudiar Ciencias Naturales, graduándose con el título de B.Sc. en 1956; desde ese año hasta 1959 trabajó y estudió en la University College Hospital, London, y en 1959 recibió el diploma de "Medical and Surgery" de Cambridge. Peters trabajó para la BBC desde 1955 hasta 1968 en sus programas sobre África.
Mientras estudió en Cambridge fue elegido presidente de la Unión de Estudiantes Africanos, y se interesó en la política del Pan-Africanismo. También comenzó a escribir poesía y obras, así como a trabajar en su única novela: "El segundo round" (publicada en 1965). Peters trabajó en hospitales en Guildford y Northampton antes de retornar a Gambia, donde fue cirujano en Banjul. Es un "fellow" del West African College of Surgeons y  del Royal College of Surgeons en Inglaterra.
Peters fue el presidente de la Comisión de Monumentos Históricos de Gambia, presidente de la comisión de directores de la Biblioteca Nacional de Gambia y del "Gambia College" desde 1979 hasta 1987, y fue miembro y presidente del "West African Examination Council" (WAEC) desde 1985 hasta 1991.
Falleció en Dakar, Senegal, a los 76 años de edad.

## Publicaciones

### Poesía
- 1964: Poems (Ibadan: Mbari Publications)
- 1967: Satellites (London: Heinemann)
- 1971: Katchikali (London: Heinemann) ISBN 0-435-90633-X; ISBN 0-435-90103-6
- 1981: Selected Poetry (London: Heinemann) ISBN 0-435-90238-5

### Novelas
- 1965: The Second Round (London: Heinemann) ISBN 0-435-90022-6